# Stefán Teitur Þórðarson
Stefán Teitur Þórðarson (Akranes, 16 ottobre 1998) è un calciatore islandese, centrocampista del Preston N.E. e della nazionale islandese.

## Caratteristiche tecniche
È un centravanti.

## Carriera

### Club
Ha giocato nella prima divisione islandese ed in quella danese.

### Nazionale
L'11 ottobre 2018 ha esordito con la nazionale Under-21 islandese disputando il match di qualificazione per gli Europei Under-21 2019 contro la Irlanda del Nord.
Nel 2021 ha partecipato agli Europei Under-21.

## Statistiche

### Cronologia presenze e reti in nazionale
| Cronologia completa delle presenze e delle reti in nazionale ― Islanda | Cronologia completa delle presenze e delle reti in nazionale ― Islanda | Cronologia completa delle presenze e delle reti in nazionale ― Islanda | Cronologia completa delle presenze e delle reti in nazionale ― Islanda | Cronologia completa delle presenze e delle reti in nazionale ― Islanda | Cronologia completa delle presenze e delle reti in nazionale ― Islanda | Cronologia completa delle presenze e delle reti in nazionale ― Islanda | Cronologia completa delle presenze e delle reti in nazionale ― Islanda |
| Data                                                                   | Città                                                                  | In casa                                                                | Risultato                                                              | Ospiti                                                                 | Competizione                                                           | Reti                                                                   | Note                                                                   |
| ---------------------------------------------------------------------- | ---------------------------------------------------------------------- | ---------------------------------------------------------------------- | ---------------------------------------------------------------------- | ---------------------------------------------------------------------- | ---------------------------------------------------------------------- | ---------------------------------------------------------------------- | ---------------------------------------------------------------------- |
| 15-1-2020                                                              | Irvine                                                                 | Canada                                                                 | 0 – 1                                                                  | Islanda                                                                | Amichevole                                                             | -                                                                      | 73’                                                                    |
| 19-1-2020                                                              | Carson                                                                 | El Salvador                                                            | 0 – 1                                                                  | Islanda                                                                | Amichevole                                                             | -                                                                      | 12’ 78’                                                                |
| 4-6-2021                                                               | Tórshavn                                                               | Fær Øer                                                                | 0 – 1                                                                  | Islanda                                                                | Amichevole                                                             | -                                                                      | 62’                                                                    |
| 8-6-2021                                                               | Poznań                                                                 | Polonia                                                                | 2 – 2                                                                  | Islanda                                                                | Amichevole                                                             | -                                                                      | 78’                                                                    |
| 11-10-2021                                                             | Reykjavik                                                              | Islanda                                                                | 4 – 0                                                                  | Liechtenstein                                                          | Qual. Mondiali 2022                                                    | 1                                                                      | 80’                                                                    |
| 11-11-2021                                                             | Bucarest                                                               | Romania                                                                | 0 – 0                                                                  | Islanda                                                                | Qual. Mondiali 2022                                                    | -                                                                      | 74’                                                                    |
| 14-11-2021                                                             | Skopje                                                                 | Macedonia del Nord                                                     | 2 – 1                                                                  | Islanda                                                                | Qual. Mondiali 2022                                                    | -                                                                      | 64’ 72’                                                                |
| 26-3-2022                                                              | Murcia                                                                 | Finlandia                                                              | 1 – 1                                                                  | Islanda                                                                | Amichevole                                                             | -                                                                      | 61’                                                                    |
| 29-3-2022                                                              | La Coruña                                                              | Spagna                                                                 | 5 – 0                                                                  | Islanda                                                                | Amichevole                                                             | -                                                                      | 59’                                                                    |
| 2-6-2022                                                               | Haifa                                                                  | Israele                                                                | 2 – 2                                                                  | Islanda                                                                | UEFA Nations League 2022-2023 - 1º turno                               | -                                                                      | 78’                                                                    |
| 9-6-2022                                                               | Serravalle                                                             | San Marino                                                             | 0 – 1                                                                  | Islanda                                                                | Amichevole                                                             | -                                                                      |                                                                        |
| 13-6-2022                                                              | Reykjavik                                                              | Islanda                                                                | 2 – 2                                                                  | Israele                                                                | Amichevole                                                             | -                                                                      | 79’                                                                    |
| 22-9-2022                                                              | Vienna                                                                 | Venezuela                                                              | 0 – 1                                                                  | Islanda                                                                | Amichevole                                                             | -                                                                      | 58’                                                                    |
| 16-11-2022                                                             | Kaunas                                                                 | Lituania                                                               | 0 – 0                                                                  | Islanda                                                                | Amichevole                                                             | -                                                                      | 75’                                                                    |
| 19-11-2022                                                             | Riga                                                                   | Lettonia                                                               | 0 – 0                                                                  | Islanda                                                                | Amichevole                                                             | -                                                                      | 22’                                                                    |
| 23-3-2023                                                              | Zenica                                                                 | Bosnia ed Erzegovina                                                   | 3 – 0                                                                  | Islanda                                                                | Qual. Euro 2024                                                        | -                                                                      | 83’                                                                    |
| 26-3-2023                                                              | Vaduz                                                                  | Liechtenstein                                                          | 0 – 7                                                                  | Islanda                                                                | Qual. Euro 2024                                                        | -                                                                      |                                                                        |
| 16-11-2023                                                             | Bratislava                                                             | Slovacchia                                                             | 4 – 2                                                                  | Islanda                                                                | Qual. Euro 2024                                                        | -                                                                      | 25’                                                                    |
| 13-1-2024                                                              | Fort Lauderdale                                                        | Guatemala                                                              | 0 – 1                                                                  | Islanda                                                                | Amichevole                                                             | -                                                                      |                                                                        |
| 7-6-2024                                                               | Londra                                                                 | Inghilterra                                                            | 0 – 1                                                                  | Islanda                                                                | Amichevole                                                             | -                                                                      | 64’                                                                    |
| 10-6-2024                                                              | Rotterdam                                                              | Paesi Bassi                                                            | 4 – 0                                                                  | Islanda                                                                | Amichevole                                                             | -                                                                      | 46’                                                                    |
| 6-9-2024                                                               | Reykjavík                                                              | Islanda                                                                | 2 – 0                                                                  | Montenegro                                                             | UEFA Nations League 2024-2025 - 1º turno                               | -                                                                      |                                                                        |
| 9-9-2024                                                               | Smirne                                                                 | Turchia                                                                | 3 – 1                                                                  | Islanda                                                                | UEFA Nations League 2024-2025 - 1º turno                               | -                                                                      | 73’                                                                    |
| 11-10-2024                                                             | Reykjavík                                                              | Islanda                                                                | 2 – 2                                                                  | Galles                                                                 | UEFA Nations League 2024-2025 - 1º turno                               | -                                                                      | 28’                                                                    |
| 16-11-2024                                                             | Nikšić                                                                 | Montenegro                                                             | 0 – 2                                                                  | Islanda                                                                | UEFA Nations League 2024-2025 - 1º turno                               | -                                                                      | 68’                                                                    |
| 19-11-2024                                                             | Cardiff                                                                | Galles                                                                 | 4 – 1                                                                  | Islanda                                                                | UEFA Nations League 2024-2025 - 1º turno                               | -                                                                      | 46’                                                                    |
| 20-3-2025                                                              | Pristina                                                               | Kosovo                                                                 | 2 – 1                                                                  | Islanda                                                                | UEFA Nations League 2024-2025 - Play-off                               | -                                                                      | 65’                                                                    |
| 23-3-2025                                                              | Murcia                                                                 | Islanda                                                                | 1 – 3                                                                  | Kosovo                                                                 | UEFA Nations League 2024-2025 - Play-off                               | -                                                                      |                                                                        |
| 6-6-2025                                                               | Glasgow                                                                | Scozia                                                                 | 1 – 3                                                                  | Islanda                                                                | Amichevole                                                             | -                                                                      | 72’                                                                    |
| 10-6-2025                                                              | Belfast                                                                | Irlanda del Nord                                                       | 1 – 0                                                                  | Islanda                                                                | Amichevole                                                             | -                                                                      | 86’                                                                    |
| Totale                                                                 |                                                                        | Presenze                                                               | 30                                                                     |                                                                        | Reti                                                                   | 1                                                                      |                                                                        |

## Palmarès

### Club

#### Competizioni nazionali
- 1. deild karla: 1

ÍA Akraness: 2018
- Coppa di Danimarca: 1

Silkeborg: 2023-2024

### Nazionale
- Coppa del Baltico: 1

2022